# Giuseppe Castelli (atleta)
Giuseppe Castelli (Frugarolo, 5 ottobre 1907 – Milano, 30 novembre 1941) è stato un velocista italiano, medaglia di bronzo con la staffetta 4×100 m ai Giochi olimpici di Los Angeles 1932.

## Biografia

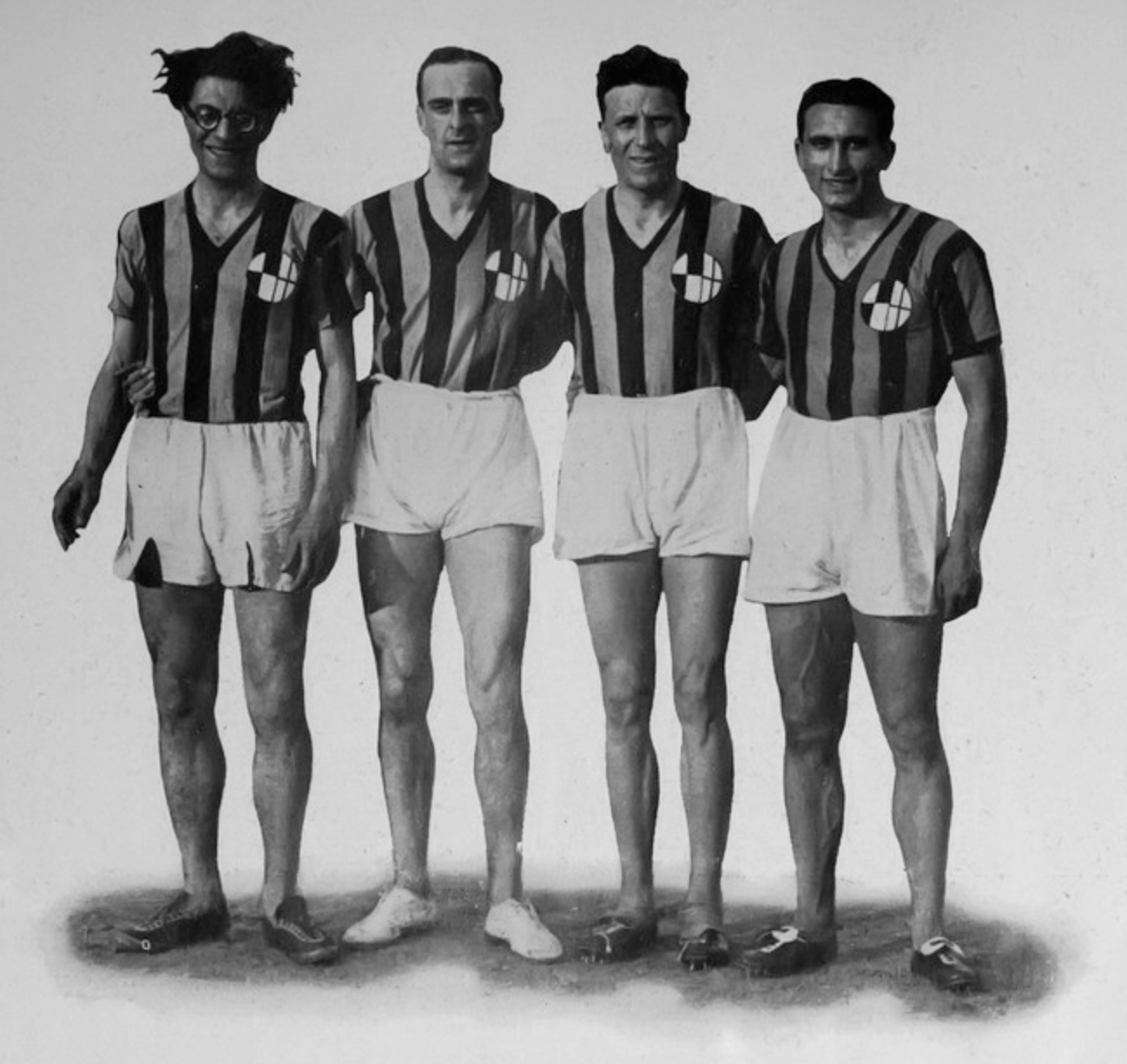
La staffetta svedese dell'Ambrosiana: Ugo Vianello, Ruggero Maregatti, Luigi Facelli e Giuseppe Castelli, nel 1930.

Eliminato nei quarti di finale ai Giochi olimpici di Amsterdam 1928 nei 200 metri piani.

## Palmarès
| Anno | Manifestazione  | Sede        | Evento      | Risultato        | Prestazione | Note |
| ---- | --------------- | ----------- | ----------- | ---------------- | ----------- | ---- |
| 1928 | Giochi olimpici | Amsterdam   | 200 m piani | Quarti di finale | 22"2        |      |
| 1928 | Giochi olimpici | Amsterdam   | 4×100 m     | Batteria         | n/d         |      |
| 1932 | Giochi olimpici | Los Angeles | 4×100 m     | Bronzo           | 41"2        |      |

## Campionati nazionali
1928
- Argento ai campionati italiani assoluti, 200 m piani - 22"4/5
- Bronzo ai campionati italiani assoluti, 100 m piani - 11"1/5

1930
- Oro ai campionati italiani assoluti, staffetta 4x200 m - 1'31"1/5

1931
- Bronzo ai campionati italiani assoluti, 200 m piani - 22"1/5

1933
- Argento ai campionati italiani assoluti, 200 m piani